# Liste der Mitglieder der American Academy of Arts and Sciences/2024
Im Jahr 2024 wählte die American Academy of Arts and Sciences 250 Personen zu ihren Mitgliedern. International Honorary Members sind mit (IHM) markiert.

## Neu gewählte Mitglieder
- Quarraisha Abdool Karim (IHM)
- Daniel G. Alarcón
- Dolores Albarracín
- Mustafa Santiago Ali
- Anne L. Alstott
- Pedro J. J. Alvarez
- Nancy M. Amato
- Eric V. Anslyn
- Pol Antràs
- Elizabeth Arkush
- Paola Arlotta
- Polly L. Arnold (IHM)
- Raney Aronson-Rath
- Talal Asad
- Estella Atekwana
- John P. Atkinson
- Doris Bachtrog
- Nenad Ban (IHM)
- Megan Bang
- Mary T. Barra
- Susan Baserga
- Rashid Bashir
- Paul Beatty
- Sian Leah Beilock
- Alison M. Bell
- Dawoud Bey
- Stephen Charles Blacklow
- Cédric Blanpain (IHM)
- Lenore Blum
- Jamelle Bouie
- W. Thomas Boyce
- Robert Boyd
- Betsy Bradley
- Diane Brentari
- Rosalind Brewer
- Jeffrey L. Brodsky
- Judith Lee Bronstein
- Linda Goode Bryant
- Ann E. Carlson
- Deborah Carr
- Bruce Carruthers
- Prudence Carter
- Salwa El-Shawan Castelo-Branco (IHM)
- Manuel Castells
- Gordon H. Chang
- Yuan Chang
- Sourav Chatterjee
- Chinfei Chen
- Peng Chen
- Wei Chen
- Mung Chiang
- Kyoung-Shin Choi
- William M. Clemons
- George Clooney
- Jason Cong
- Cecilia Conrad
- Tim Cook
- Edward F. Crawley
- José Luis Cruz Rivera
- Susan L. Cutter
- Mark T. D'Esposito
- Julianne Dalcanton
- Jack L. Davis
- Camillo De Lellis
- Samuel R. Delany
- Cora Diamond
- Mamadou Diouf
- Frank J. Doyle
- Du Yun
- Thasunda Brown Duckett
- Elizabeth Easton
- Amy C. Edmondson
- Cagla Eroglu
- Glennys R. Farrar
- Kaywin Feldman
- Fábio José Feldmann
- Andre A. Fenton
- John M. Fischer
- Bonnie T. Fleming
- Carol Folt
- P. Gabrielle Foreman
- Michael C. Frank
- Joan T. A. Gabel
- Charles F. Gammie
- Mildred Garcia
- Gary Gerstle
- Lise Getoor
- Amitav Ghosh
- Kathleen M. Giacomini
- Juan E. Gilbert
- David Gillborn (IHM)
- Sigurður Reynir Gíslason (IHM)
- Thavolia Glymph
- Janet Gornick
- Michael Gorra
- Martyn Goulding
- Diane Edmund Griffin
- G. Mitu Gulati
- Vijay Gupta
- Stephan Haggard
- Min Han
- Frederick Cornelius Harris
- Rachel Harrison
- Tetsuo Hatsuda (IHM)
- Chuan He
- Nathaniel Hendren
- Mark C. Hersam
- Grant Hill
- Heather C. Hill
- Elizabeth L. Hillman
- Greg Hirth
- Daniel E. Ho
- Mei Hong
- Tyrone C. Howard
- Mala Htun
- Sun Hur
- James H. Hurley
- Erik Hurst
- Harold Y. Hwang
- Kenneth Intriligator
- Christine Jacobs-Wagner
- James M. Joyce
- Charles L. Kane
- David C. Kaslow
- Webb Keane
- John Keene
- Alexandra Killewald
- Pauline T. Kim
- Niall Kirkwood
- Eva Feder Kittay
- Isao Kumakura (IHM)
- Hanif Kureishi (IHM)
- Jhumpa Lahiri
- Kristine M. Larson
- Suzan van der Lee (IHM)
- Brendan Lee
- David A. Leigh (IHM)
- Deborah E. Lipstadt
- Bridget Terry Long
- Carlos Lozada
- Ellen Lust
- Tod Machover
- Vivek Malhotra
- Edward D. Mansfield
- Tarell Alvin McCraney
- Michael Meaney (IHM)
- Kevin Merida
- Muriel Miguel
- Antonios G. Mikos
- Anna Mikusheva
- Shelley D. Minteer
- Aaron P. Mitchell
- Ted Mitchell
- Patrick S. Moore
- Lidia Morawska (IHM)
- Ernest Morrell
- Walter E. Mosley
- Candida R. Moss (IHM)
- Elchanan Mossel
- Helene C. Muller-Landau
- Elizabeth Mynatt
- Geeta J. Narlikar
- Deborah L. Nelson
- Serena Ng
- Susan Niditch
- Muriel Niederle
- Sonia Nieto
- Kia Nobre (IHM)
- Arthur J. Nozik
- Howard Ochman
- Hee Oh
- Peggy Oti-Boateng (IHM)
- Laura Otis
- Margaret A. Palmer
- M. Lee Pelton
- Virgil Percec
- Marina Picciotto
- Mark Polizzotti
- Kornelia Polyak
- Dawn Porter
- Lori Lea Pourier
- Neil R. Powe
- Gina Maria Prince-Bythewood
- Uma Ramakrishnan (IHM)
- Barbara Ransby
- Nancy Yunhwa Rao
- B. Dayanand Reddy (IHM)
- Elsa Reichmanis
- Karin M. Reinisch
- Ramón H. Rivera-Servera
- Ruth Rogers
- Gideon A. Rosen
- Robert K. Ross
- Edward G. Ruby
- Timothy A. Ryan
- Michel Sadelain
- Thomas A. Saenz
- Alberto Luigi Sangiovanni-Vincentelli
- Vivien A. Schmidt
- Uroš Seljak
- Paul R. Selvin
- Piali Sengupta
- Arlene H. Sharpe
- Irfan Siddiqi
- Roxane Cohen Silver
- Marilyn H. Simons
- Thomas B. Smith
- Tracy K. Smith
- Eduardo Sontag
- Jeffrey C. Stewart
- Jon Stryker
- Dan Suciu
- Amir Sufi
- Zhigang Suo
- William J. Sutherland (IHM)
- Jeffrey S. Sutton
- Vladimír Šverák
- Rachel L. Swarns
- Eric Talley
- Paul C. Taylor
- Deborah A. Thomas
- Kim Thúy (IHM)
- Henry Timms
- Nim Tottenham
- Satish K. Tripathi
- David A. Tuveson
- Luis Valdez
- John Vandermeer
- Akshay Venkatesh
- Ben Vinson III
- Gauri Viswanathan
- Spenta Rustom Wadia (IHM)
- José Weinstein Cayuela (IHM)
- Xiao-Gang Wen
- W. Richard West, Jr.
- Rodney Whitaker
- Eileen White
- Uri Joseph Wilensky
- Catherine Wilson
- Adia Harvey Wingfield
- John Witte
- Christopher Wlezien
- Mariana F. Wolfner
- Melanie Matchett Wood
- Yanqin Wu (IHM)
- Karen Tei Yamashita
- Jeffrey Zacks
- Patricia Zavella
- Semir Zeki (IHM)
- Karl S. Zimmerer